# Inspetor Bugiganga (2001)
Gadget and the Gadgetinis (no Brasil: Inspetor Bugiganga e em Portugal: Gadget e os Gadgetinis) é um spin-off da série original, com a entrada de novos personagens, como os Bugiganguinis.

## NoBrasil
No Brasil, o desenho estreou no Jetix em dezembro de 2004, sendo exibido no canal até 2005. Depois, foi exibido quase despercebido pelos programas TV Globinho e Festival de Desenhos da TV Globo, entre 2006 e 2007. 

## EmPortugal
Em Portugal, a série estreou no Canal Panda em 22 de Dezembro de 2003 e depois estreou no SIC em 2004. 

## Nos Estados Unidos
Nos Estados Unidos de América, a série foi transmitida na FOX no bloco FOX Kids em 2002 e 2003.

## Personagens Principais
Inspetor Bugiganga (Inspector Gadget) - Continua o mesmo inspetor abobalhado que todos conhecem e adoram, porém nessa série ele é bem mais ingênuo. Trabalha pra organização W.O.M.P.
Penny Brown - A sobrinha do Inspetor. Tem 12 anos, é extremamente inteligente, e sempre dá um jeito de livrar seu tio de encrencas. Criou os Bugiganguinis para ajudar seu tio, e ao longo da série, dá pra ver com
Bugiganguinis (Gadgetinis) - Dois robôs com a aparência de Bugiganga, porém pequenininhos:
- Agito (Fidget) - Do par, Agito é quem se assusta mais fácil. Sua cor é laranja. Ele secretamente quer ser um humano, e muitas vezes afirma ter partes de corpo que ele não possui tecnicamente, sendo um robô.

- Dígito (Digit) - Dígito é o mais inteligente da dupla. Sua cor é azul-marinho. Ele normalmente corrige Agito sobre ser um robô e não um humano, e é muitas vezes sarcástico.

Coronel Bigode (Coronel Nozzaire) - Antigo membro da Legião Estrangeira Francesa, é quem dá as missões ao Inspetor Bugiganga. Quase todo episódio da série termina com seu grito "BUGIGANGAAAA!!!!!!".
Senhor General - Chefe da WOMP. Ele é aquele que destina Bugiganga com missões, para desgosto de Bigode.
Dr. Garra (Dr. Claw) - Líder da MAD e o arqui-inimigo não-visto de Bugiganga. Diferentemente do original, dá pra ver o seu corpo de vez em quando, suas luvas são douradas com dedos pretos, e com o logotipo da MAD nelas. Em vez de bater a sua mão na sua escrivaninha, ele agora arranha o braço da sua cadeira quando irritado ou bate no seu gato. Ele também chupa o dedo quando ele dorme.

## Personagens secundários
Sra. Miffet - Secretária do Senhor General. Bugiganga sempre erra a pronúncia de seu nome.
Gênio (Brain) - O cão de Penny e ex-ajudante de Bugiganga. Ele agora vive sozinho em uma casa à beira de um lago — a sua experiência com Bugiganga fez com que ele desenvolvesse uma fobia quando ele vê ou ouve algo sobre o Inspetor Bugiganga. Quando Bugiganga foi raptado por Dr. Garra, ele retornou para ajudar Penny e os Bugiganguinis na sua salvação, e ela deu-lhe um coleira que lhe permitiu falar. 
Chefe Quimby - Ex-policial. Agora ele é agente de WOMP, trabalhando como informante superior do General. Faz parte da Agência de Inteligência Secreta (uma paródia óbvia da verdadeira Agência de Inteligência Central, CIA).
William "Billy" Garra - O sobrinho de Garra, que ele trata como Tio George. O seu pai é o irmão do Dr. Garra, que está atualmente congelado. Ele é cuidado por sua avó, que quer que ele cresça sem maldade. Quando ele descobre sobre o quanto seu tio é malvado, ele contata sua avó para parar Garra de tentar matar Bugiganga. Ele e Penny tem uma quedinha um pelo outro, pois ambos têm os mesmos interesses, embora seus tios sejam arquinimigos.
Mary Garra - Mãe de Desgelo e Garra e a avó de William. Ela tem a mais alta autoridade se tratando de Garra, até um dia tentando fazê-lo mudar de lado. Garra uma vez fez com que os seus soldados invisíveis tentassem roubar a sua casa por razões desconhecidas. Como seu filho, só a sua mão direita é vista.
Dr. Desgelo - Irmão de Garra. Numa de suas missões, acabou preso no gelo. Por parte da família, apenas sua mão é vista.

## Vozes
Inspetor Bugiganga: César Marchetti 
Penny: 
Agito: Silvio Giraldi 
Dígito: Sérgio Rufino
Coronel Bigode: Armando Tiraboschi
Senhor General: Dráuzio de Oliveira
Dr. Garra: Fábio Tomasini
Outras vozes: Daoiz Cabezudo, Fábio Vilalonga, João Ângelo, Luiz Laffey, Maralisi Tartarini, Raul Schlosser, entre outros.
Estúdio: Centauro